# Barcelona Open 2022
Barcelona Open 2022 este un turneu de tenis masculin care se joacă pe terenuri cu zgură în aer liber. Este un turneu de nivel ATP 500 al sezonului ATP Tour 2022. Se desfășoară la Real Club de Tenis Barcelona, în 
Barcelona, Spania, în perioada 18–24 aprilie 2022.

## Campioni

### Simplu
Pentru mai multe informații consultați Barcelona Open 2022 – Simplu

### Dublu
Pentru mai multe informații consultați Barcelona Open 2022 – Dublu

## Puncte și premii în bani

### Puncte
| Probă  | C   | F   | SF  | QF | R16 | R32 | Q   | Q2  | Q1  |
| Simplu | 500 | 300 | 180 | 90 | 45  | 0   | 20  | 10  | 0   |
| Dublu  | 500 | 300 | 180 | 90 | 0   | N/A | N/A | N/A | N/A |

### Premii în bani
| Probă  | C        | F        | SF      | QF      | R16     | R32     | R64    | Q2     | Q1     |
| Simplu | €178,985 | €111,600 | €69,840 | €42,180 | €24,900 | €14,700 | €8,700 | €3,960 | €2,100 |
| Dublu* | €58,500  | €39,300  | €26,100 | €17,100 | €10,800 | N/A     | N/A    | N/A    | N/A    |

*per echipă